# Quentin Jouffroy
Quentin Roger Gabriel Jouffroy (ur. 7 maja 1993 w Grenoble) – francuski siatkarz, reprezentant Francji, grający na pozycji środkowego.

## Sukcesy klubowe
Puchar CEV:
- 2017[5]

Mistrzostwo Francji:
- 2018

Puchar Challenge:
- 2022[6]

## Sukcesy reprezentacyjne
Mistrzostwa Europy Kadetów:
- 2011

Igrzyska Śródziemnomorskie:
- 2013

Liga Narodów:
- 2022[7], 2024[8]

Igrzyska Olimpijskie:
- 2024[9]